# Ilex costaricensis
Ilex costaricensis är en järneksväxtart som beskrevs av John Donnell Smith. Ilex costaricensis ingår i släktet järnekar, och familjen järneksväxter. Inga underarter finns listade i Catalogue of Life.